# Holden Astra
 (novembre 2015).
Si vous disposez d'ouvrages ou d'articles de référence ou si vous connaissez des sites web de qualité traitant du thème abordé ici, merci de compléter l'article en donnant les références utiles à sa vérifiabilité et en les liant à la section « Notes et références ».
L'Holden Astra est une automobile australienne produite par Holden de 1984 à 2021. Les deux premières génération (1984-1989) étaient étroitement dérivées de la Nissan Pulsar, les suivantes (à partir de 1995) sont des Opel Astra.